# Bibija Kerla
Bibija Kerla (23 oktober 1959) is een Bosnisch voormalig langebaanschaatsster, destijds Joegoslavië. Ze nam twee keer deel aan de Olympische Winterspelen, debuterend in 1984 in Sarajevo en voor de tweede maal in 1988. De beste prestaties van Kerla waren op de 3000 meter in 1984 en de 1000 meter in 1988, op deze beide afstanden werd ze zesentwintigste.
Hiernaast nam ze ook nog vier keer deel aan het Europees kampioenschap allround, met als beste resultaat een vijfentwintigste plaats. Ook verscheen Kerla tweemaal aan de start op de wereldkampioenschappen allround, waarbij ze, in 1985, als eenendertigste eindigde.
Verder heeft Kerla ook nog één keer deelgenomen aan het wereldkampioenschap sprint. Deze enige deelname, in 1989, leidde tot een achtentwintigste plaats na vier afstanden.

## Persoonlijke records
| Afstand    | Tijd    | Datum            | Baan     |
| ---------- | ------- | ---------------- | -------- |
| 500 meter  | 0 44,47 | 22 februari 1988 | Calgary  |
| 1000 meter | 1.30,89 | 26 februari 1988 | Calgary  |
| 1500 meter | 2.21,69 | 27 februari 1988 | Calgary  |
| 3000 meter | 5.19,31 | 20 november 1987 | Inzell   |
| 5000 meter | 9.18,24 | 19 januari 1986  | Sarajevo |

## Resultaten
| Jaar | EK allround          | WK allround          | WK sprint            | Olympische Spelen                      | Wereldbeker |
| ---- | -------------------- | -------------------- | -------------------- | -------------------------------------- | ----------- |
| 1984 |                      |                      |                      | 32e 500m 36e 1000m 32e 1500m 26e 3000m |             |
| 1985 |                      | NC31 (30, 31, 31, -) |                      |                                        |             |
| 1986 | NC26 (26, 27, 27, -) | NC32 (31, 32, 32, -) |                      |                                        |             |
| 1987 | DQ1 (dq, 28, 28, -)  |                      |                      |                                        |             |
| 1988 | NC25 (25, 25, 25, -) |                      |                      | 30e 500m 26e 1000m 28e 1500m           |             |
| 1989 |                      |                      | 28e (30, 28, 30, 29) |                                        |             |
| 1990 | NC28 (28, 28, 28, -) |                      |                      |                                        |             |
| 1991 |                      |                      |                      | 0p 500m 0p 1000m                       |             |

- = geen deelname
0p = wel deelgenomen, maar geen punten behaald
DQ# = diskwalificatie voor de #e afstand
NC# = niet gekwalificeerd voor de laatste afstand, maar wel als #e geklasseerd in de eindrangschikking
(#, #, #, #) = afstandspositie op allroundtoernooi (500m, 3000m, 1500m, 5000m) of op sprinttoernooi (500m, 1000m, 500m, 1000m).